# Peter Hertz (kunsthistoriker)
 Der er flere personer med dette navn, se Peter Hertz (guldsmed).
Peter Julius Hertz (1. juni 1874 i København – 26. marts 1939) var en dansk kunsthistoriker og museumsmand.
Han var søn af grosserer Julius Hertz (1842-1920) og hustru Henriette f. Hertz (1850-1921), blev privat dimitteret student 1893 og tog filosofikum samme år. Frem til 1896 gik han på Teknisk Skole, var i murerlære og tegnede han som arkitekt. Dernæst bedrev han selvstændige kunsthistoriske studier og tog i 1899 på en treårig rejse til Tyskland og Italien. 1901 arbejdede han i London, men fra 1903 studerede han atter i Italien, desuden i Nederlandene.
I disse år var hans fokus Parthenonskulpturerne, og han blev dr.phil. 1910 på en disputats, Kompositionen af den centrale Gruppe i Parthenons vestlige Gavlfelt, om disse. Samtidig var han interesseret i samtidskunsten i Danmark og skrev bl.a. "Gennembruddet i 70'erne, Betragtninger i Anledning af Raadhusudstillingen og den Hirschsprungske Samling" i Kunst,
IV, 1902-03). I 1915 blev han efter endnu nogle rejser ansat som underinspektør ved Statens Museum for Kunst. 1917 blev han inspektør. Efterhånden blev hans hovedinteresse samtidskunsten, som han dyrkede i monografier og arbejder om L.A. Ring, Gerhard Henning og Kai Nielsen.
Han sad i bestyrelsen for Dansk Kunstmuseumsforening og Foreningen Fransk Kunst og 1919 stiftede Hertz Foreningen for Nutidskunst, hvis første formand han var. Fra 1934 var han medlem af bestyrelsen for Det Rønnenkamp'ske Legat. Han var ridder af Nordstjerneordenen.
Han blev gift 1. gang 16. december 1899 på Schöneberg Rådhus i Berlin, med pianistinden Karen Wellmann (24. september 1875 i Køng (gift 2. gang 1906 med maleren Herman Vedel), datter af læge Carl Vilhelm Wellman (1842-1885) og Mathilde Sophie Krebs (1845—1916, gift 2. gang 1889 med Olaf Ryberg Hansen). 2. gang blev han gift 14. september 1906 i København (Mosaisk) med pianistinden Ina Sophie Oline Meyer (6. oktober 1882 i København (Mos.)), datter af kordirigent, sanglærer Albert Meyer (1839-1921) og Camilla Oettinger (f. 1852). Ægteskabet blev opløst, og han ægtede 3. gang 22. december 1924 i København Olga Valborg Johnsson, (f. 17. marts 1883 i Glumslev, Skåne), datter af proprietær Johan Johnsson (1855-1904) og Fredrika Wilhelmina Carlström (1857-1914).
Han er portrætteret af Herman Vedel 1901, 1902 og 1903, Fritz Burger i Schweiz og L.A. Ring 1932. tegninger bl.a. af Ludvig Find (Frederiksborgmuseet) og Arne Lofthus ca. 1923.

## Værker
- Studier over Parthenons Kvindefigurer I, 1905.
- Kompositionen af den centrale Gruppe i Parthenons vestlige Gavlfelt, 1910.
- Katalog over Malerisamlingen Ordrupgaard, dansk Malerkunst, 1918.
- Katalog over den danske Udstilling i Stockholm, 1919.
- Katalog over Kai Nielsens Mindeudstilling, 1924.
- Gerhard Henning, 1931.
- L.A. Ring, 1934.